# Проспект Маяковського (Донецьк)

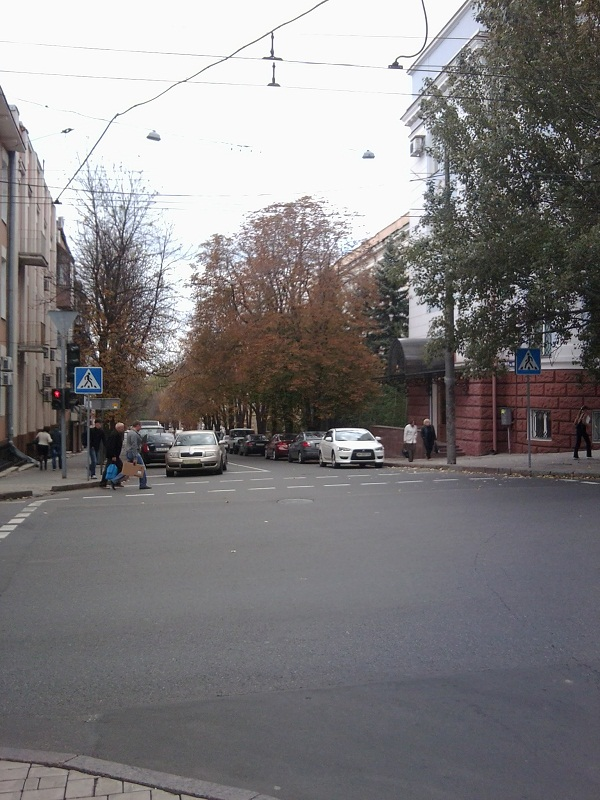
Перетин з вулицею Артема

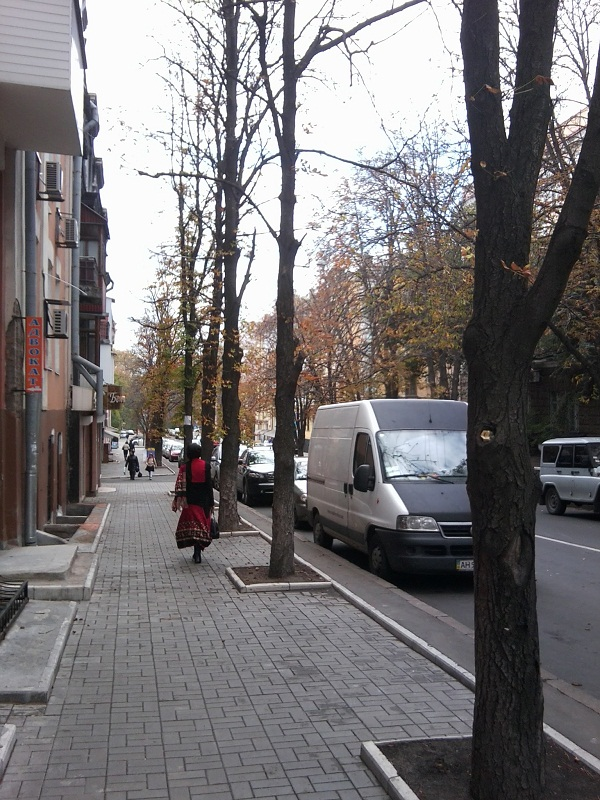
Проспект Маяковського

Проспект Маяковського — одна з вулиць міста Донецька. Розташований між вулицею Рози Люксембург та вулицею Челюскінців.

## Історія
Вулиця названа на честь російського поета Володимира Маяковського.

## Опис
Проспект Маяковського знаходиться у Ворошиловському районі. Він простягнувся у напрямку з заходу на схід. Довжина вулиці становить близько кілометра.